# Carlo Rovelli

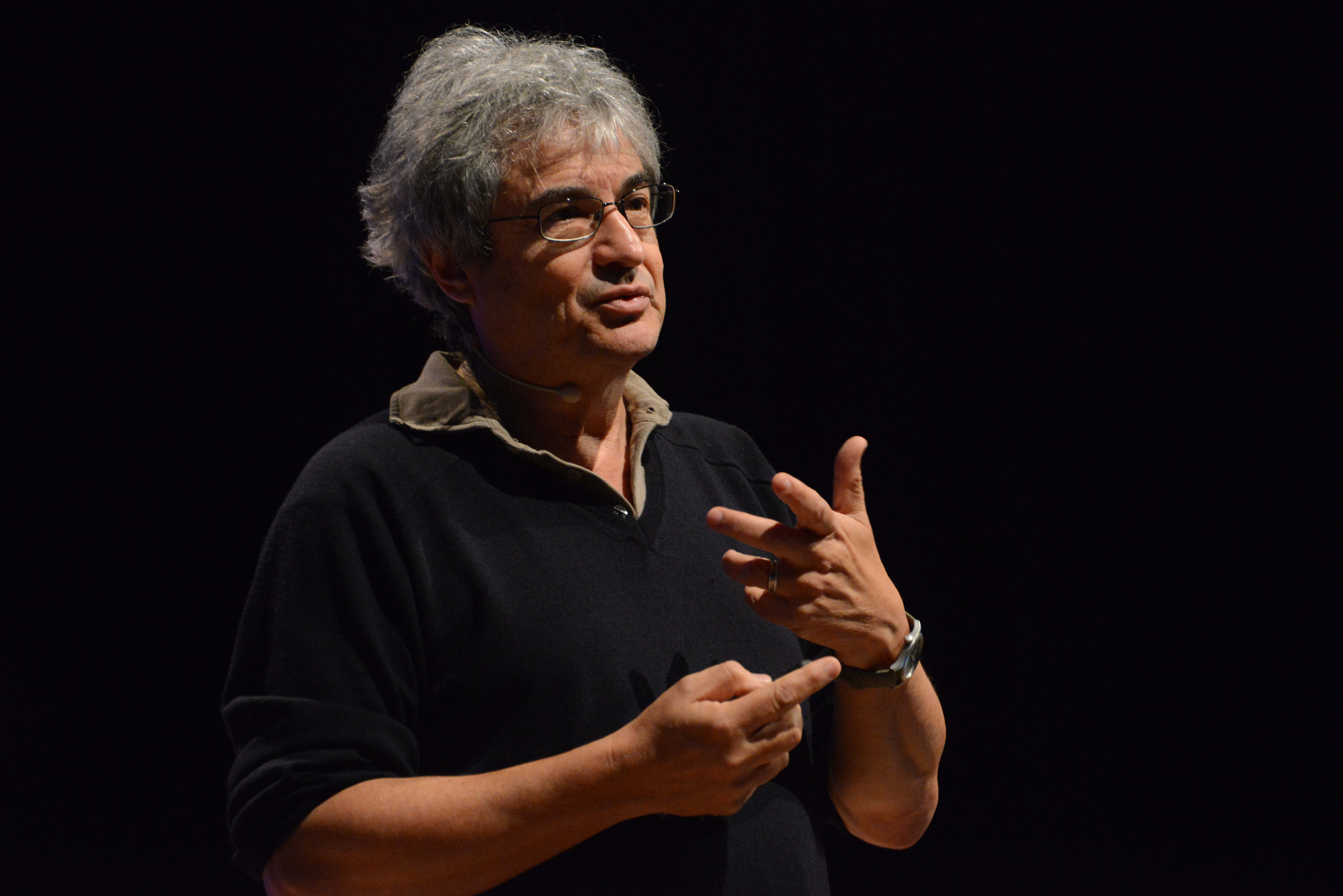
Carlo Rovelli w 2017 roku

Carlo Rovelli (ur. 3 maja 1956 w Weronie) – włoski fizyk teoretyk i filozof, profesor na Uniwersytecie w Marsylii, a wcześniej na Uniwersytecie w Pittsburghu. Zajmuje się głównie teorią względności i grawitacją, zwłaszcza jej kwantowaniem. Współtwórca pętlowej grawitacji kwantowej wraz z Abhayem Ashtekharem i Lee Smolinem oraz autor relacyjnej interpretacji mechaniki kwantowej. Popularyzuje fizykę i historię nauki przez publiczne wykłady, wywiady i książki.

## Życiorys
W 1986 roku na Uniwersytecie Padewskim zdobył doktorat, który promował Marco Toller. Następnie Rovelli pracował w Rzymie, Trieście i na Uniwersytecie Yale’a. W 1995 roku otrzymał Nagrodę Basilisa Xanthopoulosa od Międzynarodowego Towarzystwa Ogólnej Teorii Względności i Grawitacji. Członek rzeczywisty (ang. full member) Międzynarodowej Akademii Filozofii Nauki (ang. International Academy for Philosophy of Science ). W latach 2005–2011 wypromował co najmniej trzech doktorów, a w 2015 roku recenzował doktorat promowany przez Jerzego Lewandowskiego.

## Książki
Do 2023 roku w Polsce ukazało się kilka jego dzieł:
1. 2017: Rzeczywistość nie jest tym, czym się wydaje. Droga do grawitacji kwantowej – elementarna struktura rzeczy, tłum. Michał Czerny, Łódź: Wydawnictwo JK, ISBN 978-83-7229685-6.
2. 2017: Siedem krótkich lekcji fizyki, tłum. Urszula Buczkowska-Marchetti, Warszawa: Oficyna Naukowa, ISBN 978-83-6436380-1 – wydana w ponad 40 językach i sprzedana w ponad milionie egzemplarzy[2][3].
3. 2019: Tajemnica czasu, tłum. Jeremi K. Ochab, Łódź: Wydawnictwo JK, ISBN 978-83-7229807-2.
4. 2021: Helgoland. Znaczenie kwantowej rewolucji, tłum. Bogumił Bieniok i Ewa L. Łokas, Łódź: Wydawnictwo JK, ISBN 978-83-8225091-6.
5. 2023: Białe dziury, tłum. Katarzyna Skórska, Wydawnictwo Feeria, ISBN 978-83-6760481-9.

Wydał też książkę poświęconą Anaksymandrowi z Miletu.